# Tanki Online
Tanki Online es un juego multijugador masivo en línea gratuito basado en la tecnología de Adobe Flash que se creó a mediados de 2008 por AlternativaPlatform. Es un juego basado en navegador en el género de los shooters en tercera persona. En febrero de 2014, tiene más de 42,000,000 de jugadores registrados, Actual mente cuenta con más de 50,000,000 de Cuentas registradas.
A principios de 2009, el juego recibió prestigiosos premios rusos КRI 2009 en las nominaciones "Mejor juego sin un editor" y "Mejor tecnología". Otro premio ruso fue ganado en los Premios flash 2009 en la categoría: "logro técnico" Entre otros.
En estos momentos su antiguo motor Flash esta por ser deshabilitado, debido a un gran número de errores causado porque Flash ya no se actualiza y dejara de recibir soporte muy pronto pero no te alertes tanki tiene su nueva versión basada en HTML5 que soluciona todos los problemas de el motor Flash incluida una mejora gráfica y mejor rendimiento de FPS y confiabilidad.

## Jugabilidad
Gameplay está organizado en partidos llamados batallas, en el que los jugadores comandan sus tanques para conseguir un objetivo concreto. El juego cuenta con cuatro modos de juego: Combate a muerte (Death Match) (CM), Combate a muerte en equipo (Team Death Match) (CME), Capturar la bandera (Capture The Flag)(CTF) y puntos de control (Control Points) (CP). Los jugadores pueden entrar o salir de una batalla en cualquier momento, a través del vestíbulo principal. Sin embargo, entrar en una batalla tarde por lo general resulta en una puntuación más baja y menos cristales de recompensa. Las batallas comienzan inmediatamente cuando se crean, independientemente de si los equipos están equilibrados y / o si la batalla tiene la asignación máxima de jugadores (sin embargo, la cuenta atrás del reloj de la partida creada no comenzará hasta que al menos un jugador haya entrado. Por eso, luego de un tiempo sin jugadores o una vez acabada y la misma la abandonen todos, ésta se cerrará automáticamente).
Actualmente el juego tiene 2 nuevos modos de juegos los cuales son Juggernaut y Asedio si quieres conocerlos actualmente ya están disponibles en las 2 versiones HTML5 y Flash(pero pronto Flash será deshabilitado aun se puede jugar pero actualmente tiene muchos cracheos y errores).
Las batallas tienen lugar a través de una variedad de "mapas", la mayoría de los cuales los jugadores contribuyen con ideas, mientras que algunos de ellos están diseñados por profesionales en el juego, "Desarrolladores de Mapas". Cada mapa es distinto y crea un estilo diferente de juego. Los diferentes mapas también favorecen diferentes armas, por ejemplo, los mapas más pequeños favorecen las armas de corto alcance, y viceversa. (Por ejemplo se puede incluir el mapa Arenero). La mayoría de los mapas vienen en un modo de "verano" y un modo de "invierno", cada modo de uso de diferentes edificios y paisajes. Un mapa previamente tenía un modo de "espacio", que ofreció reducir enormemente la gravedad en la totalidad del mapa, pero se retiró debido a los hackers que explotaban a la baja gravedad para usar trucos de volar sin que el servidor detectara la trampa. Además de seleccionar el mapa y el modo, las batallas que son creadas por el usuario tienen otra opción denominada "PRO Battle". Este ajuste le permite activar y desactivar los ajustes como "fuego amigo", "auto-equilibrio" "Parkour".
Al igual que con muchos MMO Shooter, el juego cuenta con fragmentos, con el que los jugadores pueden "Reaparecer" en las batallas luego de unos segundos de que fueron eliminados. En encuentros por equipos, los jugadores no pueden destruir a sus propios miembros del equipo a menos que esté activado "fuego amigo". Cada batalla tiene un límite determinado - ya sea por límite de muertes, límite de banderas, puntos de control o tiempo - y la batalla termina cuando se alcanza el límite asignado. En ese momento, el Fondo de batalla (Battle Found) "El Battle Found (Fondos de Batalla) son los cristales que se van consiguiendo a medida que va progresando la batalla." que ha ido aumentando a lo largo de la acción de la batalla, se le da a los jugadores. Los jugadores que están en los puestos más altos reciben más cristales. Cualquier jugador que haya entrado en los primeros minutos de la batalla o en el principio, recibirá una mayor cantidad de cristales debido a su mayor contribución. Los que hayan llegado algunos minutos o incluso segundos antes del final no reciben tanto como los demás o puede que incluso no reciban nada. Esto anima a los jugadores a permanecer durante la duración del juego. El puntaje en el juego se asigna así: 10 puntos por cada muerte (Pero en Team Death Match la puntuación se divide entre los jugadores que hicieron daño al tanque destruido), y 10 * (x número de jugadores en el equipo de oposición) puntos por cada bandera capturado.

## Taller y Dinero
En las batallas, los jugadores pueden comprar mejoras y bonificaciones en el "Taller", con una moneda llamada cristales. Los cristales pueden ser obtenidos al finalizar batallas, colectando la "caja de oro" de 1000 cristales, participando en eventos o concursos, ETC. Los cristales también se pueden comprar con dinero real. Estos también se pueden utilizar para agregar micro-actualizaciones a las torretas, cascos y también pinturas. Al igual que una de las últimas actualizaciones del juego ha permitido entrar al garage para cambiar de torreta y tanque mientras se está en una batalla (Batallas PRO pueden desactivar dicha opción). También, el jugador recibirá misiones diarias al entrar a su cuenta. Las misiones pueden ser por ejemplo "mata a una cantidad especifica de enemigos" y/o "captura una cantidad especifica de banderas" los premios al completar las misiones conllevan desde suministros hasta cristales.

## Controles y Sistema de Juego
Los controles son simples. Están Las teclas de dirección (o también teclas de navegación, teclas de movimiento del cursor o flechas de dirección), W para avanzar, A para girar a la izquierda, S para retroceder y D para girar a la derecha. El cañón se gira a la derecha con X y a la izquierda con Z. También se puede centrar pulsando solo una vez la letra C. Puede pasar que el tanque se voltee pero este aún esté funcionando. La única manera de volverlo a colocar y seguir jugando es presionando el botón "Supr" o "Del", dependiendo del teclado.
En los juegos MMO es muy común que se pueda ver el listado de jugadores con sus puntajes. Para esto, solo hay que presionar "Tab" (Tabulador).

El usuario puede cambiar los controles a su gusto adaptando la configuración como más le guste.
Para ver la modificación, tanto del arma como del tanque o la pintura de los aliados o enemigos, hay que presionar la tecla R.

## Cascos y torretas
Toda la información sobre esto se encuentra aquí (https://en.tankiwiki.com/Hulls) y (https://en.tankiwiki.com/Turrets)

## Rangos
Los recién llegados al juegos podrán completar un tutorial opcional para aprender los controles básicos. Una vez en batalla, el jugador comenzará siendo "Recluta", que es el primer rango que existe en el juego. La distribución de los jugadores a cada batalla dependerá de su rango. Es decir, si el jugador es recluta, se le asignarán batallas de rangos menores. Cada jugador selecciona la batalla en la que desea entrar y una vez cargada la partida podrá empezar a jugar. Cabe destacar que al pasar de un rango al otro se le otorga al jugador una cantidad de cristales, dependiendo del rango en el que esté.

## Actualizaciones e Historia
Las actualizaciones menores están en la Wiki del juego todas las actualizaciones se encuentran aquí (https://en.tankiwiki.com/Updates).
1. Se crea el juego a nombre de "Tanks for Two" en 1990 por Alexander Karpovich (karp) y Anton Volkov (wolf)
2. A los finales del 2008, AlternativaEditor crea un juego de prototipo llamado "Tanks".
3. Se inició la fase beta del juego Tanki Online el 8 de mayo del 2009.
4. A inicios del verano del mismo año, se abre al público el juego.
5. El juego ya tiene 200.000 jugadores registrados. Es ahí cuando se añaden los suministros al juego, llamados cariñosamente "Drogas" por la comunidad y los jugadores. Además, se empezaron a crear diversos concursos.
6. Nace Isida. Originalmente, los jugadores pueden darse vida a sí mismos simplemente disparando. Esto desequilibró el juego y ahora Isida es como lo conocemos ahora.
7. Gracias a la llegada de la Navidad, se lanzó la "Caja de oro" (Gold Box), una caja de oro con 1.000 cristales en vez de 1. Luego, el contenido de la caja dorada se cambió a 100. Finalmente, se mantuvo en 1.000 con el cambio de la economía del juego.
8. En El juego ya tenía más de 500.000 jugadores registrados.
9. Aparece el primer Mariscal (Rango que en ese entonces, era el último). Su nombre es T7000. El segundo jugador en lograrlo fue un jugador llamado 777.777.
10. Los desarrolladores comenzaron a crear Tanki Online 2.0, con nuevos gráficos, mapas, armas etc. Sin detener el desarrollo del juego original, pero repentinamente es pospuesto.
11. Aparece la segunda generación, recibiendo tres nuevos tanquescascos: Vikingo, Avispón y Mamut, y tres nuevas armas: Trueno, Congelador y Rebote.
12. El juego pasó de tener 500.000 jugadores a 1.000.000, y de 1.000.000 a 4.000.000 de jugadores.
13. Aparece el rumor de que Shaft será lanzado.
14. Se añade Shaft al juego oficialmente.
15. El 25 de marzo de 2012, Tanki recibe a su jugador número 10,000,000, llamado depredatorshark
16. Aparece la actualización 1.100. Ésta agregó un nuevo modo de juego: CP (Control Points / Control de Puntos), además de nuevos gráficos.
17. Tres días después de la actualización 1.100, Tanki llega a su jugador número 15.000.000. Su nombre fue adilov.amir.
18. El 17 de diciembre de 2012, aparece la actualización más seria. El Rebalance. La actualización cambió las características de las armas, tanques y pinturas y su disponibilidad en corde a los rangos.
19. En 2013 se añaden las Micro-Updates (Micro-Mejoras para los tanques, armas y pinturas).
20. Del 1 de enero al 14 de enero de 2014 se celebra la Navidad y el año nuevo en el juego.
21. 31 de enero - Actualización global de mapas. Ésta actualización trajo consigo Madness de nuevo, uno de los mapas más famosos.
22. 19 de febrero - Actualización que reduce la probabilidad de errores críticos.
23. 26 de febrero - Se lanza el nuevo estilo de la página principal del juego.
24. 20 de marzo - Se retira el sistema de expulsión de jugadores en batalla.
25. 25 de marzo - Se lanza la actualización que permite a los jugadores cambiar de equipo en batalla.
26. 30 de marzo - Se añade el mapa Río para celebrar el lanzamiento de Tanki Online en Brasil.
27. 1 de enero de 2015 - Se añaden los prototipos Avispón y Cañón de riel XT (Solamente eran rentados por 10 días, después de eso son eliminados permanentemente del juego).
28. Entre enero y febrero de 2015 se añaden nuevas armas que son Martillo y Vulcano, con ellas, también se añadieron pinturas para la protección de las nuevas armas.
29. En 23 de abril se hacen nuevas mejoras y cambios en los mapas.
30. El 13 de julio de 2015 los regalos diarios son reemplazados por la misiones diarias, incluyendo misiones especiales para los Generalísimos, tales como conseguir 9999 tanques destruidos / 99999 puntos para conseguir tanques XT (Avispón XT, Avispa XT, Vikingo XT) y armas XT (Cañón de riel XT, Trueno XT, Ave de fuego XT).
31. Se agregan las estadísticas de los jugadores. Esta es en un sitio especial (ratings.tankionline.com).
32. 29 de septiembre de 2016 - Se agregan dos nuevas pinturas (Dominó y Acuarela) y se añaden las alteraciones.
33. 23 de diciembre de 2016 - Se añade una nueva torreta llamada "Impacto" al juego y se añaden 10 alteraciones nuevas.
34. 23 de abril de 2017 - Se añade una nueva torreta llamada "Magnum" al juego.
35. entre las vacaciones de mayo se añaden los averdrives
36. 26 de noviembre de 2018 a 21 de marzo de 2019 se añade el casco dictador XT, isida XT,magnum XT , martiillo XT e impacto XT
37. 7 de junio de 2019 se añade una nueva torreta llamada Gauss
38. 26 de octubre de 2019 se añade guggernaut en equipo degando el individual cm
39. 10 de noviembre de 2019 se añaden los nuevos contenedores coinboxes
40. 28 de noviembre de 2019 se añade el drone hiperion que solo utilizaran los que tinen el rango leyenda
41. 28 de noviembre de 1029 se añade la torreta trueno primere
42. 17 de diciembre de 2019 se hace una actualización llamada migración para trasladar los chats estadounidenses a México
43. 25 de diciembre de 2019 se añade la torreta cañón de riel ultra
44. 25 de diciembre de 2019 se añade el nuevo modo de juego asedio
45. 26 de enero de 2020 surge una modificación de actualizaciones de torretas, cascos ,drones y protecciones que eran m0, m1, m2 y 3 y ahora es por mk1 hasta mk7.

La actualización más reciente es la desaparición del motor gráfico de Adobe Flash abriendo las puertas a la nueva versión de HTML5, la desaparición de Flash fue algo necesario dado que navegadores de internet decidieron suspenderlo, esto hizo que los desarrolladores de Flash dejaran de actualizarlo, al mismo tiempo esto trae ventajas para poder desarrollar la versión de dispositivos Móviles y mantener el emparejamiento entre la versión de PC y la Móvil al igual dando nuevas funciones de desarrollo, la versión de flash dejó de funcionar el 2 de diciembre de 2020.